# Орден Црногорске независности
Орден Црногорске независности је одликовање Црне Горе. Орден је установљен 28. јуна 2016. године доношењем Закона о државним одликовањима и признањима. Додјељује га предсједник Црне Горе. Орден Црногорске независности има један степен и додијељује се за посебан допринос и афирмацију црногорске независности... Орден је установљен поводом обиљежавања јубилеја десет година црногорске независности, а на иницијативу тадашњег предсједника Црне Горе Филипа Вујановића. У важносном реду црногорских одликовања налази се на трећем мјесту.

## Изглед ордена
Орден Црногорске независности за основу има кружни диск, пречника 56мм. Диск је испуњен бијелим седефастим емајлом са израженом позлаћеном ивицом. Ивица диска, ширине 2мм, украшена је са четири брилијанта, постављена дијагонално у односу на висину ордена. Осам зракастих златних форми правилно су распоређене на диску и прелазе његову ивицу. Преко диска је Данилов крст, чија је висина и ширина 60мм. Ширина кракова на крајевима је 20мм. Крст има златне полиране ивице и испуњен је црвеним синтетичким емајлом у видљивим дјеловима кракова. Преко крста, у централном дијелу, по вертикалној оси, постављена је позлаћена и полирана површина са обрисом Црне Горе у реалном географском положају, између чијих најудаљенијих ивица је 54мм. У центру, на црвеном емајлираном пољу пречника 17мм, рељефно је представљен златни грб Црне Горе, висине 15мм. Врпца ордена је од црвене моамирне свиле, ширине 36мм, са двије усправне златне траке на средини, ширине по 5мм. Носи се на лијевој страни груди.